# 李恭妃
昭榮恭妃，亦稱為李恭妃（16世纪？—1578年），李氏，名失考。明朝明穆宗隆慶帝朱載坖之妃。

## 生平
李氏的出生及入宮時間均無考。隆慶六年閏二月二十日（1572年4月2日），冊封莊氏為敬妃，李氏為恭妃，于氏為懿妃，葉氏為奇妃，成國公朱希忠、英國公張溶、定西侯蔣佑、德平伯李銘持節，大學士高拱、張居正、尚書高儀、潘晟捧冊行禮，同年五月二十六日（1572年7月5日），隆慶帝駕崩。隆慶帝駕崩後不久，李恭妃想派人拿著一只金壺衝出宮禁，把金壺送到她的娘家，結果被守門人告發。萬曆帝聽聞此事後，下詔賜給恭妃百兩黃金，說：「即家貧，以此給賜。先帝賜器，不可出也」意思是指先帝所賜之物不可帶出宮外，如果恭妃家中貧困，就用這些黃金作為賞賜。萬曆五年十二月十三日（1578年1月20日），李恭妃薨逝，輟朝一日。其後，賜謚號曰昭榮恭妃，葬於金山皇族園寢。

## 恭妃冊文
《明穆宗莊皇帝實錄》隆慶六年閏二月丙子條所收錄的恭妃冊文，節錄如下：
```
「易稱魚貫，特嚴內職之班；詩載雞鳴，尤重賢妃之助。必有聞於彤管，乃克二乎紫闈。腃是壼儀，允諧邦媛。爾李氏柔嘉維則，淑慎其身。位備下陳，慕小星而比肅；禮遵陰教，承圓魄以含輝。匪晉嘉名，曷彰茂渥。茲特遣使持節，封爾為恭妃，錫之冊命。於戲！龍章渙號，超逾九卿之榮；龜紐疏符，葉贊六宮之化。爾其居寵惟畏，受命滋恭。聿追避輦之風，益謹鳴環之莭。」
```

## 備註
1. ↑  昭榮恭妃李氏在其他史料中曾被誤寫為張氏、吳氏、段氏，例如《明諡紀彚編》欽定四庫全書本謂「昭榮，穆廟恭妃張氏，萬𢟍」[1]，此姓氏的來源不詳，《明諡紀彚編》萬曆四十二年刻本記為「昭榮，穆廟恭妃［空］氏，萬曆」[2]。《明書》曰「穆宗莊皇帝……恭妃吳氏，諡昭榮」[3]，而《勝朝彤史拾遺記》記為「段恭妃」[4]，此二書所載姓氏皆有誤。